# Пюр-лэн
Пюр-лэн (фр. Pure laine; дословно — «чистая шерсть»; также дё-суш/фр. de souche; дословно — «старожилы») — в политическом и социально-экономическом контекстах этими равнозначными терминами обозначается значительная часть населения современной провинции Квебек, исповедующая католичество и ведущая свою родословную от 7,5 тыс. первых французских переселенцев Новой Франции (1603—1759), в особенности прибрежных сеньорий у р. Св. Лаврентия. Потомки этих поселенцев немало страдали от дискриминации франко-канадцев во времена британской колонизации, но после Тихой революции в 1960-х годах сумели взять контроль над провинцией в свои руки, фактически превратив Квебек в особое сообщество с широким внутренним самоуправлением, вернув французскому языку статус единственного официального. Пюр-лэны — своего рода давняя франкоязычная элита квебекского общества. К ней по определению не принадлежат англо-квебекцы и нео-квебекцы. Похожий по содержанию термин — БАСПы имеется и в США.